# Juventus Football Club 2023-2024 (femminile)
Questa voce raccoglie le informazioni riguardanti la squadra femminile della Juventus Football Club nelle competizioni ufficiali della stagione 2023-2024.

## Stagione

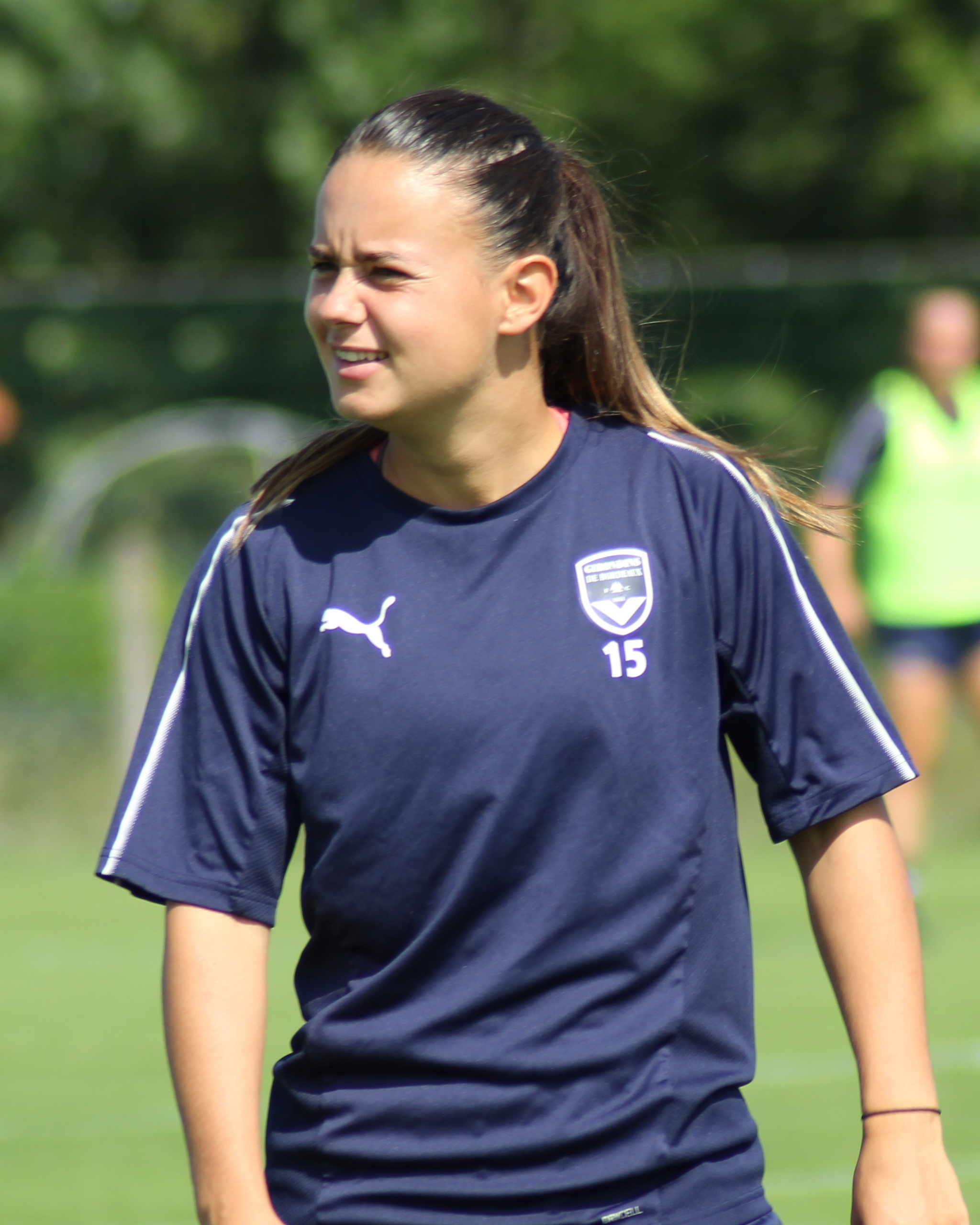
La francese Maëlle Garbino, neoacquisto della stagione e autrice del gol decisivo nella finale di Supercoppa italiana.

La Juventus, rinforzatasi nell'estate 2023 con l'arrivo, tra le altre, di una pattuglia francese formata dal difensore Cascarino, dalle centrocampiste Garbino e Palis e dall'attaccante Thomas, tuttavia nel precampionato ha fallito uno degli obiettivi stagionali, l'accesso al tabellone principale dell'UEFA Women's Champions League, dopo la prematura sconfitta nelle qualificazioni, ai tiri di rigore, contro le tedesche dell'Eintracht Francoforte.
Nel prosieguo dell'annata le bianconere – che nel frattempo, a livello logistico, avevano spostato la loro base dallo JTC di Vinovo allo stadio La Marmora-Pozzo di Biella – hanno incamerato la quarta Supercoppa italiana della loro storia, superando le campionesse d'Italia della Roma nella finale disputata a Cremona. Ciò nonostante, un cammino altalenante in campionato, che nella prima fase le ha viste incapaci d'insidiare le capolista giallorosse, è sfociato nel marzo 2024 nell'avvicendamento in panchina tra Joe Montemurro, che lascia Torino dopo tre anni e cinque trofei, e il suo vice Giuseppe Zappella. La seconda posizione è stata mantenuta nella successiva poule scudetto, concludendo il campionato con 59 punti conquistati, frutto di 19 vittorie, 2 pareggi e 5 sconfitte, con undici punti di svantaggio dalla Roma; il piazzamento ha valso comunque una nuova qualificazione in Women's Champions League.
In Coppa Italia, dopo avere eliminato il ChievoVerona FM agli ottavi di finale e la Sampdoria nei quarti di finale, il cammino della squadra si è fermato in semifinale contro la Fiorentina, causa una doppia sconfitta sia all'andata sia al ritorno.

## Divise e sponsor
Il fornitore tecnico per la stagione 2023-2024 è adidas, mentre gli sponsor ufficiali sono il jersey sponsor Fem e il back sponsor Cygames.
La prima divisa mantiene la tradizionale palatura banconera, in questo caso rielaborata attraverso una «finitura spazzolata» che rimanda al manto della zebra, animale-simbolo dell'iconografia juventina; ai dettagli dell'uniforme è riservato il colore giallo. La seconda divisa, prevalentemente bianca, presenta un template fasciato con sezioni in grigio e rosa che, nelle intenzioni, rimandano alle cime alpine che contraddistinguono il profilo urbano torinese. La terza divisa, a tinta unita carbone, omaggia sia il patrimonio architettonico-industriale torinese sia le storiche maglie dei portieri juventini.
| Casa | Trasferta | Terza divisa |

Per i portieri sono disponibili quattro divise in varianti azzurro, rosso, verde e arancione.
| 1ª portiere | 2ª portiere | 3ª portiere |

## Organigramma societario
Organigramma societario come da sito ufficiale.
Area sportiva
- Head of Women: Stefano Braghin
- Team Manager: Raffaella Masciadri

Area tecnica
- Allenatore: Joe Montemurro (fino al 6 marzo 2024), poi Giuseppe Zappella (dal 6 marzo 2024)
- Allenatore in seconda: Giuseppe Zappella (fino al 6 marzo 2024)
- Assistente: Paolo Beruatto (dal 13 aprile 2024)[15]
- Preparatore atletico: Emanuele Chiappero, Enrico Picco
- Preparatore dei portieri: Giuseppe Mammoliti
- Individual Development Coach: Stefano Alfero
- Match Analyst: Maeva Ruiz

Area sanitaria
- Responsabile sanitario: Chiara Vignati
- Medico: Paolo Gola
- Medico: Paolo Gentili
- Fisioterapista: Stefano Alice
- Fisioterapista: Carmen Maria Marquez Sanchez
- Riabilitatrice: Pilar Hueso Martos
- Nutrizionista: Micol Purrotti
- Nutrizionista: Marco Zese
- Centro medico: J-Medical

## Rosa
Rosa aggiornata al 2 febbraio 2024.
| N. |                        | Ruolo | Calciatrice            |
| -- | ---------------------- | ----- | ---------------------- |
| 1  | Italia (bandiera)      | P     | Roberta Aprile         |
| 3  | Italia (bandiera)      | D     | Sara Gama (capitano)   |
| 4  | Italia (bandiera)      | D     | Federica Cafferata     |
| 5  | Svezia (bandiera)      | D     | Amanda Nildén          |
| 6  | Svezia (bandiera)      | A     | Paulina Nyström        |
| 7  | Francia (bandiera)     | C     | Maëlle Garbino         |
| 8  | Italia (bandiera)      | C     | Martina Rosucci        |
| 9  | Italia (bandiera)      | A     | Sofia Cantore          |
| 10 | Italia (bandiera)      | A     | Cristiana Girelli      |
| 11 | Italia (bandiera)      | A     | Barbara Bonansea       |
| 12 | Italia (bandiera)      | P     | Ilaria Toniolo         |
| 13 | Italia (bandiera)      | D     | Lisa Boattin           |
| 14 | Francia (bandiera)     | C     | Ella Palis             |
| 15 | Canada (bandiera)      | C     | Julia Grosso           |
| 16 | Francia (bandiera)     | P     | Pauline Peyraud-Magnin |
| 17 | Italia (bandiera)      | A     | Asia Bragonzi          |
| 18 | Paesi Bassi (bandiera) | A     | Lineth Beerensteyn     |

| N. |                                 | Ruolo | Calciatrice                    |
| -- | ------------------------------- | ----- | ------------------------------ |
| 19 | Francia (bandiera)              | A     | Lindsey Thomas                 |
| 20 | Francia (bandiera)              | D     | Estelle Cascarino              |
| 21 | Italia (bandiera)               | C     | Arianna Caruso                 |
| 22 | Italia (bandiera)               | C     | Melissa Bellucci               |
| 23 | Italia (bandiera)               | D     | Cecilia Salvai (vice capitano) |
| 24 | Svezia (bandiera)               | C     | Elsa Pelgander                 |
| 25 | Svizzera (bandiera)             | D     | Viola Calligaris               |
| 26 | Nigeria (bandiera)              | C     | Jennifer Echegini              |
| 29 | Italia (bandiera)               | C     | Arianna Gallina                |
| 30 | Italia (bandiera)               | A     | Ginevra Moretti                |
| 32 | Svezia (bandiera)               | D     | Linda Sembrant                 |
| 30 | Italia (bandiera)               | A     | Giorgia Berveglieri            |
| 44 | Bosnia ed Erzegovina (bandiera) | D     | Gloria Slišković               |
| 50 | Paraguay (bandiera)             | P     | Soledad Belotto                |
| 71 | Italia (bandiera)               | D     | Martina Lenzini                |
| 77 | Islanda (bandiera)              | C     | Sara Björk Gunnarsdóttir       |

## Calciomercato

### Sessione estiva
| Acquisti         | Acquisti           | Acquisti            | Acquisti      |
| R.               | Nome               | da                  | Modalità      |
| ---------------- | ------------------ | ------------------- | ------------- |
| P                | Ilaria Toniolo     | Cittadella          | definitivo    |
| D                | Federica Cafferata | Fiorentina          | definitivo    |
| D                | Sara Caiazzo       | Pomigliano          | fine prestito |
| D                | Estelle Cascarino  | Paris Saint-Germain | definitivo    |
| D                | Michela Giordano   | Sampdoria           | fine prestito |
| D                | Gloria Slišković   | SFK 2000            | fine prestito |
| C                | Melissa Bellucci   | Sassuolo            | fine prestito |
| C                | Maëlle Garbino     | Bordeaux            | definitivo    |
| C                | Alice Giai         | Verona              | fine prestito |
| C                | Ella Palis         | Bordeaux            | definitivo    |
| C                | Annahita Zamanian  | Fiorentina          | fine prestito |
| A                | Nicole Arcangeli   | Parma               | fine prestito |
| A                | Chiara Beccari     | Como                | fine prestito |
| A                | Alice Ilaria Berti | Servette Chênois    | fine prestito |
| A                | Agnese Bonfantini  | Sampdoria           | fine prestito |
| A                | Asia Bragonzi      | Pomigliano          | fine prestito |
| C                | Lindsey Thomas     | Milan               | definitivo    |
| Altre operazioni |                    |                     |               |
| R.               | Nome               | da                  | Modalità      |
| P                | Beatrice Beretta   | Como                | fine prestito |
| P                | Martina Nucera     | Cittadella          | fine prestito |
| D                | Margherita Brscic  | Parma               | fine prestito |
| D                | Martina Toniolo    | Lazio               | fine prestito |
| C                | Sara Ventura       | Ravenna             | fine prestito |
| A                | Alice Ferrari      | Verona              | fine prestito |

| Cessioni         | Cessioni             | Cessioni           | Cessioni       |
| R.               | Nome                 | a                  | Modalità       |
| ---------------- | -------------------- | ------------------ | -------------- |
| P                | Camilla Forcinella   | Genoa              | prestito       |
| D                | Sara Caiazzo         | Pomigliano         | prestito       |
| D                | Evelina Duljan       |                    | fine contratto |
| D                | Michela Giordano     | Sampdoria          | prestito       |
| D                | Bénédicte Simon      | Levante Las Planas | prestito       |
| C                | Valentina Cernoia    |                    | fine contratto |
| C                | Sofie Junge Pedersen |                    | fine contratto |
| C                | Eva Schatzer         | Sampdoria          | prestito       |
| C                | Annahita Zamanian    | Sassuolo           | definitivo     |
| A                | Nicole Arcangeli     | Como               | prestito       |
| A                | Chiara Beccari       | Sassuolo           | prestito       |
| A                | Alice Ilaria Berti   | Dux Logroño        | prestito       |
| A                | Agnese Bonfantini    | Inter              | prestito       |
| A                | Asia Bragonzi        | Sampdoria          | prestito       |
| A                | Elisa Pfattner       | Neulengbach        | prestito       |
| Altre operazioni |                      |                    |                |
| R.               | Nome                 | a                  | Modalità       |
| P                | Beatrice Beretta     | Napoli             | prestito       |
| D                | Sofia Bertucci       | Napoli             | prestito       |
| D                | Margherita Brscic    | Parma              | prestito       |
| D                | Federica D'Auria     | Cesena             | prestito       |
| D                | Martina Toniolo      | Fiorentina         | prestito       |
| C                | Alice Giai           | Napoli             | prestito       |

### Sessione invernale
| Acquisti         | Acquisti           | Acquisti            | Acquisti      |
| R.               | Nome               | da                  | Modalità      |
| ---------------- | ------------------ | ------------------- | ------------- |
| D                | Viola Calligaris   | Paris Saint-Germain | prestito      |
| C                | Jennifer Echegini  | FSU Seminoles       | definitivo    |
| C                | Elsa Pelgander     | KIF Örebro          | definitivo    |
| A                | Alice Ilaria Berti | Dux Logroño         | fine prestito |
| A                | Giulia Bison       | Verona              | definitivo    |
| A                | Asia Bragonzi      | Sampdoria           | fine prestito |
| Altre operazioni |                    |                     |               |
| R.               | Nome               | da                  | Modalità      |
| D                | Margherita Brscic  | Parma               | fine prestito |
| D                | Bénédicte Simon    | Levante Las Planas  | fine prestito |
| A                | Nicole Arcangeli   | Como                | fine prestito |

| Cessioni         | Cessioni           | Cessioni      | Cessioni   |
| R.               | Nome               | a             | Modalità   |
| ---------------- | ------------------ | ------------- | ---------- |
| D                | Linda Sembrant     | Bayern Monaco | definitivo |
| D                | Amanda Nildén      | Juventus      | prestito   |
| C                | Melissa Bellucci   | Fiorentina    | prestito   |
| A                | Alice Ilaria Berti | Ternana       | prestito   |
| Altre operazioni |                    |               |            |
| R.               | Nome               | a             | Modalità   |
| D                | Margherita Brscic  | Bologna       | prestito   |
| D                | Bénédicte Simon    | Sassuolo      | prestito   |
| A                | Nicole Arcangeli   | Pomigliano    | prestito   |

## Risultati

### Serie A

#### Prima fase

##### Girone di andata
| Arbitro: | Totaro (Lecce) |

|                        |           |                                   |
| Nambi 11’ Martínez 33’ | Marcatori | 29’ Nildén 31’ Grosso 68’ Girelli |

| Arbitro: | De Angeli (Milano) |

|                                              |           |                 |
| Garbino 20’ Beerensteyn 63’, 77’ Girelli 66’ | Marcatori | 51’ (rig.) Taty |

| Arbitro: | Arena (Torre del Greco) |

|  |           |            |
|  | Marcatori | 87’ Caruso |

| Arbitro: | Vingo (Pisa) |

|                                             |           |  |
| Beerensteyn 6’, 35’ Girelli 21’ Garbino 45’ | Marcatori |  |

| Arbitro: | Zago (Conegliano) |

|            |           |                                    |
| Catena 67’ | Marcatori | 34’ Beerensteyn 77’ (rig.) Girelli |

| Arbitro: | Mirabella (Napoli) |

|            |           |                                   |
| Grosso 60’ | Marcatori | 27’ Giugliano 50’ Haavi 57’ Viens |

| Arbitro: | Calzavara (Varese) |

|  |           |                                    |
|  | Marcatori | 17’ Salvai 63’ Caruso 90+4’ Thomas |

| Arbitro: | Mastrodomenico (Matera) |

|                                                        |           |  |
| Caruso 2’ Grosso 5’ Thomas 52’, 60’ Girelli 79’ (rig.) | Marcatori |  |

| Arbitro: | Andreano (Prato) |

|              |           |                                     |
| Gallazzi 12’ | Marcatori | 32’, 45’ (rig.) Caruso 90+4’ Thomas |

##### Girone di ritorno
| Arbitro: | Caldera (Como) |

|                                                              |           |  |
| Gunnarsdóttir 30’ Beerensteyn 66’, 70’ Bonansea 90+4’ (rig.) | Marcatori |  |

| Arbitro: | Bozzetto (Bergamo) |

|              |           |  |
| Bragonzi 81’ | Marcatori |  |

| Arbitro: | Maccarini (Arezzo) |

|                          |           |              |
| Bonansea 25’ Cantore 52’ | Marcatori | 31’ Stašková |

| Arbitro: | Ancora (Roma 1) |

|  |           |              |
|  | Marcatori | 89’ Echegini |

| Arbitro: | Drigo (Portogruaro) |

|                         |           |                 |
| Grosso 26’ Echegini 74’ | Marcatori | 19’, 32’ Janogy |

| Arbitro: | Emmanuele (Pisa) |

|                                           |           |              |
| Giugliano 21’ (rig.) Viens 63’ Linari 69’ | Marcatori | 90+2’ Thomas |

| Arbitro: | Catanzaro (Catanzaro) |

|                                                     |           |  |
| Garbino 16’ Girelli 33’, 50’ Boattin 56’ Thomas 85’ | Marcatori |  |

| Arbitro: | Marotta (Sapri) |

|  |           |                  |
|  | Marcatori | 7’, 14’ Echegini |

| Arbitro: | Bozzetto (Bergamo) |

|                                                |           |                      |
| Girelli 9’ (rig.) Thomas 17’, 90+1’ Grosso 45’ | Marcatori | 90+4’ (rig.) Banusic |

#### Poule scudetto

##### Girone di andata
| Arbitro: | Ancora (Roma 1) |

|                                                  |           |                                            |
| Simonetti 18’ (rig.) Cambiaghi 50’ Serturini 86’ | Marcatori | 38’ (rig.) Girelli 58’ Caruso 63’ Echegini |

| 23-24 marzo 2024 2ª giornata |  | – Turno di riposo |  |  |

| Arbitro: | Rinaldi (Bassano del Grappa) |

|                                   |           |  |
| Grosso 10’ Echegini 13’, 55’, 61’ | Marcatori |  |

| Arbitro: | Maccarini (Arezzo) |

|                      |           |             |
| Pilgrim 5’ Viens 85’ | Marcatori | 47’ Girelli |

| Arbitro: | Renzi (Pesaro) |

|                         |           |             |
| Boattin 68’ Nyström 80’ | Marcatori | 55’ Beccari |

##### Girone di ritorno
| Arbitro: | Sacchi (Macerata) |

|  |           |                      |
|  | Marcatori | 19’ Polli 44’ Bugeja |

| 1º-2 maggio 2024 7ª giornata |  | – Turno di riposo |  |  |

| Arbitro: | Tona Mbei (Cuneo) |

|  |           |                          |
|  | Marcatori | 43’ Cantore 87’ Bonansea |

| Arbitro: | Ursini (Pescara) |

|                                |           |           |
| Cantore 6’, 62’ Echegini 90+6’ | Marcatori | 49’ Viens |

| Arbitro: | Gavini (Aprilia) |

|                                  |           |                                     |
| Kullashi 61’ Zamanian 81’ (rig.) | Marcatori | 30’ Echegini 34’ Caruso 74’ Girelli |

### Coppa Italia
| Arbitro: | Pizzi (Bergamo) |

|  |           |                                                                    |
|  | Marcatori | 3’ Beerensteyn 6’ Nyström 29’, 71’ Thomas 76’ Garbino 85’ Bonansea |

| Arbitro: | Giaccaglia (Jesi) |

|  |           |                                           |
|  | Marcatori | 40’, 62’ Bonansea 59’ Girelli 66’ Garbino |

| Arbitro: | Diop (Treviglio) |

|             |           |  |
| Girelli 19’ | Marcatori |  |

| Arbitro: | Ubaldi (Roma 1) |

|            |           |  |
| Catena 65’ | Marcatori |  |

| Arbitro: | Grasso (Ariano Irpino) |

|                |           |                                   |
| Bragonzi 45+2’ | Marcatori | 4’, 50’ Janogy 23’ (rig.) Boquete |

### Women's Champions League

#### Qualificazioni
| Arbitro: | Shukrula |

|                                                                    |           |  |
| Girelli 6’, 58’ Lenzini 31’ Caruso 45+4’ Cantore 90+1’ Palis 90+5’ | Marcatori |  |

| Arbitro: | Özçiğdem |

|                                                             |                      |                                                            |
| Cantore 48’                                                 | Marcatori            | 66’ Prašnikar                                              |
| Boattin Cascarino Sembrant Girelli Beerensteyn Gama Nyström | Tiri di rigore 4 – 5 | Freigang Kleinherne Hanshaw Pawollek Dunst Reuteler Wamser |

### Supercoppa italiana
| Arbitro: | Gasperotti (Rovereto) |

|             |           |                              |
| Kumagai 28’ | Marcatori | 12’ (aut.) Viens 53’ Garbino |

## Statistiche

### Statistiche di squadra
| Competizione             | Punti | In casa | In casa | In casa | In casa | In casa | In casa | In trasferta | In trasferta | In trasferta | In trasferta | In trasferta | In trasferta | Totale | Totale | Totale | Totale | Totale | Totale | DR  |
| Competizione             | Punti | G       | V       | N       | P       | Gf      | Gs      | G            | V            | N            | P            | Gf           | Gs           | G      | V      | N      | P      | Gf     | Gs     | DR  |
| ------------------------ | ----- | ------- | ------- | ------- | ------- | ------- | ------- | ------------ | ------------ | ------------ | ------------ | ------------ | ------------ | ------ | ------ | ------ | ------ | ------ | ------ | --- |
| Serie A                  | 59    | 13      | 9       | 1       | 2       | 40      | 12      | 13           | 9            | 1            | 3            | 25           | 15           | 26     | 19     | 2      | 5      | 65     | 27     | +38 |
| Coppa Italia             | -     | 2       | 1       | 0       | 1       | 2       | 3       | 3            | 2            | 0            | 1            | 10           | 1            | 5      | 3      | 0      | 2      | 12     | 4      | +8  |
| Women's Champions League | -     | 0       | 0       | 0       | 0       | 0       | 0       | 0            | 0            | 0            | 0            | 0            | 0            | 2      | 1      | 1      | 0      | 7      | 1      | +6  |
| Supercoppa italiana      | -     | 0       | 0       | 0       | 0       | 0       | 0       | 0            | 0            | 0            | 0            | 0            | 0            | 1      | 1      | 0      | 0      | 2      | 1      | +1  |
| Totale                   | -     | 15      | 11      | 1       | 3       | 52      | 15      | 16           | 11           | 1            | 4            | 35           | 16           | 34     | 24     | 3      | 7      | 86     | 33     | +53 |

### Andamento in campionato
| Giornata  | 1 | 2 | 3 | 4 | 5 | 6 | 7 | 8 | 9 | 10 | 11 | 12 | 13 | 14 | 15 | 16 | 17 | 18 | 19 | 20 | 21 | 22 | 23 | 24 | 25 | 26 | 27 | 28 |
| --------- | - | - | - | - | - | - | - | - | - | -- | -- | -- | -- | -- | -- | -- | -- | -- | -- | -- | -- | -- | -- | -- | -- | -- | -- | -- |
| Luogo     | T | C | T | C | T | C | T | C | T | C  | T  | C  | T  | C  | T  | C  | T  | C  | T  | R  | C  | T  | C  | C  | R  | T  | C  | T  |
| Risultato | V | V | V | V | V | P | V | V | V | V  | P  | V  | V  | N  | P  | V  | V  | V  | N  | -  | V  | P  | V  | P  | -  | V  | V  | V  |
| Posizione | 1 | 1 | 1 | 1 | 1 | 2 | 2 | 2 | 2 | 2  | 2  | 2  | 2  | 2  | 2  | 2  | 2  | 2  | 2  | 2  | 2  | 2  | 2  | 2  | 2  | 2  | 2  | 2  |

Legenda:

Luogo: C = Casa; T = Trasferta. Risultato: V = Vittoria; N = Pareggio; P = Sconfitta.

### Statistiche delle giocatrici
| Giocatore          | Serie A  | Serie A | Serie A     | Serie A    | Coppa Italia | Coppa Italia | Coppa Italia | Coppa Italia | Supercoppa italiana | Supercoppa italiana | Supercoppa italiana | Supercoppa italiana | UEFA Champions League | UEFA Champions League | UEFA Champions League | UEFA Champions League | Totale   | Totale | Totale      | Totale     |
| Giocatore          | Presenze | Reti    | Ammonizioni | Espulsioni | Presenze     | Reti         | Ammonizioni  | Espulsioni   | Presenze            | Reti                | Ammonizioni         | Espulsioni          | Presenze              | Reti                  | Ammonizioni           | Espulsioni            | Presenze | Reti   | Ammonizioni | Espulsioni |
| ------------------ | -------- | ------- | ----------- | ---------- | ------------ | ------------ | ------------ | ------------ | ------------------- | ------------------- | ------------------- | ------------------- | --------------------- | --------------------- | --------------------- | --------------------- | -------- | ------ | ----------- | ---------- |
| R. Aprile          | 3        | -1      | 0           | 0          | 4            | -1           | 0            | 0            | 0                   | 0                   | 0                   | 0                   | 0                     | 0                     | 0                     | 0                     | 7        | -2     | 0           | 0          |
| L. Beerensteyn     | 23       | 7       | 0           | 0          | 2            | 1            | 1            | 0            | 1                   | 0                   | 1                   | 0                   | 2                     | 0                     | 0                     | 0                     | 28       | 8      | 2           | 0          |
| M. Bellucci        | 4        | 0       | 1           | 0          | 2            | 0            | 0            | 0            | 0                   | 0                   | 0                   | 0                   | 0                     | 0                     | 0                     | 0                     | 6        | 0      | 1           | 0          |
| S. Belotto         | -        | -       | -           | -          | -            | -            | -            | -            | -                   | -                   | -                   | -                   | -                     | -                     | -                     | -                     | -        | -      | -           | -          |
| G. Berveglieri     | -        | -       | -           | -          | 1            | 0            | 0            | 0            | -                   | -                   | -                   | -                   | -                     | -                     | -                     | -                     | 1        | 0      | 0           | 0          |
| G. Bison           | -        | -       | -           | -          | -            | -            | -            | -            | -                   | -                   | -                   | -                   | -                     | -                     | -                     | -                     | -        | -      | -           | -          |
| L. Boattin         | 23       | 2       | 1           | 0          | 3            | 0            | 0            | 0            | 1                   | 0                   | 0                   | 0                   | 2                     | 0                     | 0                     | 0                     | 29       | 2      | 1           | 0          |
| B. Bonansea        | 19       | 3       | 5           | 1          | 5            | 3            | 1            | 0            | 1                   | 0                   | 0                   | 0                   | 1                     | 0                     | 0                     | 0                     | 26       | 6      | 6           | 1          |
| A. Bragonzi        | 7        | 0       | 1           | 0          | 3            | 1            | 0            | 0            | 0                   | 0                   | 0                   | 0                   | -                     | -                     | -                     | -                     | 10       | 1      | 1           | 0          |
| F. Cafferata       | 5        | 0       | 0           | 0          | 3            | 0            | 0            | 0            | 0                   | 0                   | 0                   | 0                   | 0                     | 0                     | 0                     | 0                     | 8        | 0      | 0           | 0          |
| V. Calligaris      | 11       | 0       | 0           | 0          | 4            | 0            | 1            | 0            | -                   | -                   | -                   | -                   | -                     | -                     | -                     | -                     | 15       | 0      | 1           | 0          |
| S. Cantore         | 20       | 4       | 0           | 0          | 2            | 0            | 0            | 0            | 1                   | 0                   | 0                   | 0                   | 2                     | 2                     | 0                     | 0                     | 25       | 6      | 0           | 0          |
| A. Caruso          | 25       | 7       | 4           | 0          | 3            | 0            | 2            | 0            | 1                   | 0                   | 1                   | 0                   | 2                     | 1                     | 0                     | 0                     | 31       | 8      | 7           | 0          |
| E. Cascarino       | 23       | 0       | 2           | 0          | 1            | 0            | 0            | 0            | 1                   | 0                   | 0                   | 0                   | 2                     | 0                     | 1                     | 0                     | 27       | 0      | 3           | 0          |
| J. Echegini        | 14       | 10      | 0           | 0          | 2            | 0            | 0            | 0            | -                   | -                   | -                   | -                   | -                     | -                     | -                     | -                     | 16       | 10     | 0           | 0          |
| A. Gallina         | 0        | 0       | 0           | 0          | 1            | 0            | 0            | 0            | -                   | -                   | -                   | -                   | -                     | -                     | -                     | -                     | 1        | 0      | 0           | 0          |
| S. Gama            | 16       | 0       | 1           | 0          | 2            | 0            | 1            | 0            | -                   | -                   | -                   | -                   | 1                     | 0                     | 0                     | 0                     | 19       | 0      | 2           | 0          |
| M. Garbino         | 20       | 3       | 3           | 0          | 4            | 2            | 0            | 0            | 1                   | 1                   | 0                   | 0                   | 1                     | 0                     | 0                     | 0                     | 26       | 6      | 3           | 0          |
| C. Girelli         | 21       | 11      | 0           | 0          | 4            | 2            | 0            | 0            | 1                   | 0                   | 0                   | 0                   | 2                     | 2                     | 0                     | 0                     | 28       | 15     | 0           | 0          |
| J. Grosso          | 21       | 6       | 1           | 0          | 2            | 0            | 0            | 0            | 1                   | 0                   | 0                   | 0                   | 2                     | 0                     | 0                     | 0                     | 26       | 6      | 1           | 0          |
| S.B. Gunnarsdóttir | 17       | 1       | 3           | 1          | 2            | 0            | 0            | 0            | 1                   | 0                   | 0                   | 0                   | 2                     | 0                     | 1                     | 0                     | 22       | 1      | 4           | 1          |
| M. Lenzini         | 24       | 0       | 3           | 0          | 5            | 0            | 0            | 0            | 1                   | 0                   | 0                   | 0                   | 2                     | 1                     | 1                     | 0                     | 32       | 1      | 4           | 0          |
| G. Moretti         | 0        | 0       | 0           | 0          | 2            | 0            | 0            | 0            | -                   | -                   | -                   | -                   | -                     | -                     | -                     | -                     | 2        | 0      | 0           | 0          |
| A. Nildén          | 9        | 1       | 1           | 0          | 1            | 0            | 0            | 0            | -                   | -                   | -                   | -                   | 1                     | 0                     | 0                     | 0                     | 11       | 1      | 1           | 0          |
| P. Nyström         | 13       | 1       | 1           | 0          | 2            | 1            | 0            | 0            | -                   | -                   | -                   | -                   | 2                     | 0                     | 0                     | 0                     | 17       | 2      | 1           | 0          |
| E. Palis           | 11       | 0       | 0           | 0          | 4            | 0            | 0            | 0            | 0                   | 0                   | 0                   | 0                   | 2                     | 1                     | 0                     | 0                     | 17       | 1      | 0           | 0          |
| E. Pelgander       | 3        | 0       | 0           | 0          | 1            | 0            | 0            | 0            | -                   | -                   | -                   | -                   | -                     | -                     | -                     | -                     | 4        | 0      | 0           | 0          |
| P. Peyraud-Magnin  | 23       | -26     | 5           | 0          | 1            | -3           | 0            | 0            | 1                   | -1                  | 0                   | 0                   | 2                     | -1                    | 0                     | 0                     | 27       | -31    | 5           | 0          |
| M. Rosucci         | -        | -       | -           | -          | -            | -            | -            | -            | -                   | -                   | -                   | -                   | -                     | -                     | -                     | -                     | -        | -      | -           | -          |
| C. Salvai          | 17       | 1       | 1           | 0          | 3            | 0            | 2            | 1            | 0                   | 0                   | 0                   | 0                   | 0                     | 0                     | 0                     | 0                     | 20       | 1      | 3           | 1          |
| L. Sembrant        | 2        | 0       | 0           | 0          | -            | -            | -            | -            | 1                   | 0                   | 0                   | 0                   | 2                     | 0                     | 0                     | 0                     | 5        | 0      | 0           | 0          |
| G. Slišković       | 1        | 0       | 0           | 0          | 3            | 0            | 0            | 0            | -                   | -                   | -                   | -                   | -                     | -                     | -                     | -                     | 4        | 0      | 0           | 0          |
| L. Thomas          | 23       | 8       | 0           | 0          | 4            | 2            | 1            | 0            | 1                   | 0                   | 0                   | 0                   | 1                     | 0                     | 0                     | 0                     | 29       | 10     | 1           | 0          |
| I. Toniolo         | 0        | 0       | 0           | 0          | 0            | 0            | 0            | 0            | -                   | -                   | -                   | -                   | 0                     | 0                     | 0                     | 0                     | 0        | 0      | 0           | 0          |

## Giovanili

### Organigramma
Area sportiva
- Head of Women Academy: Carola Coppo
- Technical Coordinator: Stephen Busso
- Individual Development Coach: Marco Borgese

Area tecnica
Settore giovanile
- Under-19
  - Allenatore: Matteo Scarpa
  - Allenatore in seconda: Fabio Scrofani
  - Preparatore atletico: Andrea Pasquariello
  - Preparatore dei portieri: Alberto Maja

### Piazzamenti
- Under-19:
  - Campionato: 5º[61]

- Under-17:
  - Campionato: finale[62]

- Under-15:
  - Campionato: vincitore[63]